# Dolmen dels Estanys III
Le dolmen dels Estanys III est un dolmen situé à La Jonquera, dans le nord-est de la Catalogne, en Espagne. 

## Situation
Le dolmen est situé dans la réserve des étangs de La Jonquera, sur le versant sud du massif des Albères, à une altitude de 166 m.
A l'est du dolmen dels Estanys III se trouve le lac Estany Petit, et un peu plus au sud le dolmen dels Estanys I.

## Description
Le dolmen, de taille modeste, est construit sur la pente d'un petit relief, celle-ci ayant permis de partiellement constituer naturellement le tumulus, dans lequel le dolmen est encore en partie enterré. Trois orthostates constituent la chambre funéraire, disposés sur les côtés sud-ouest, nord-ouest, et nord-est. Celui du sud-ouest est appuyé contre un affleurement de gneiss dans la pente. L'ouverture, en partie enterrée, est située au sud-est. Le tout est recouvert d'une dalle de couverture. Tous les éléments sont en granite.
Le type de construction, assez simple, indique qu'il date sans doute de la fin de l'époque mégalithique dans la région, vers la fin du IIIe ou le début du IIe millénaire avant J.-C., et fait hésiter entre un dolmen simple ou une ciste mégalithique.

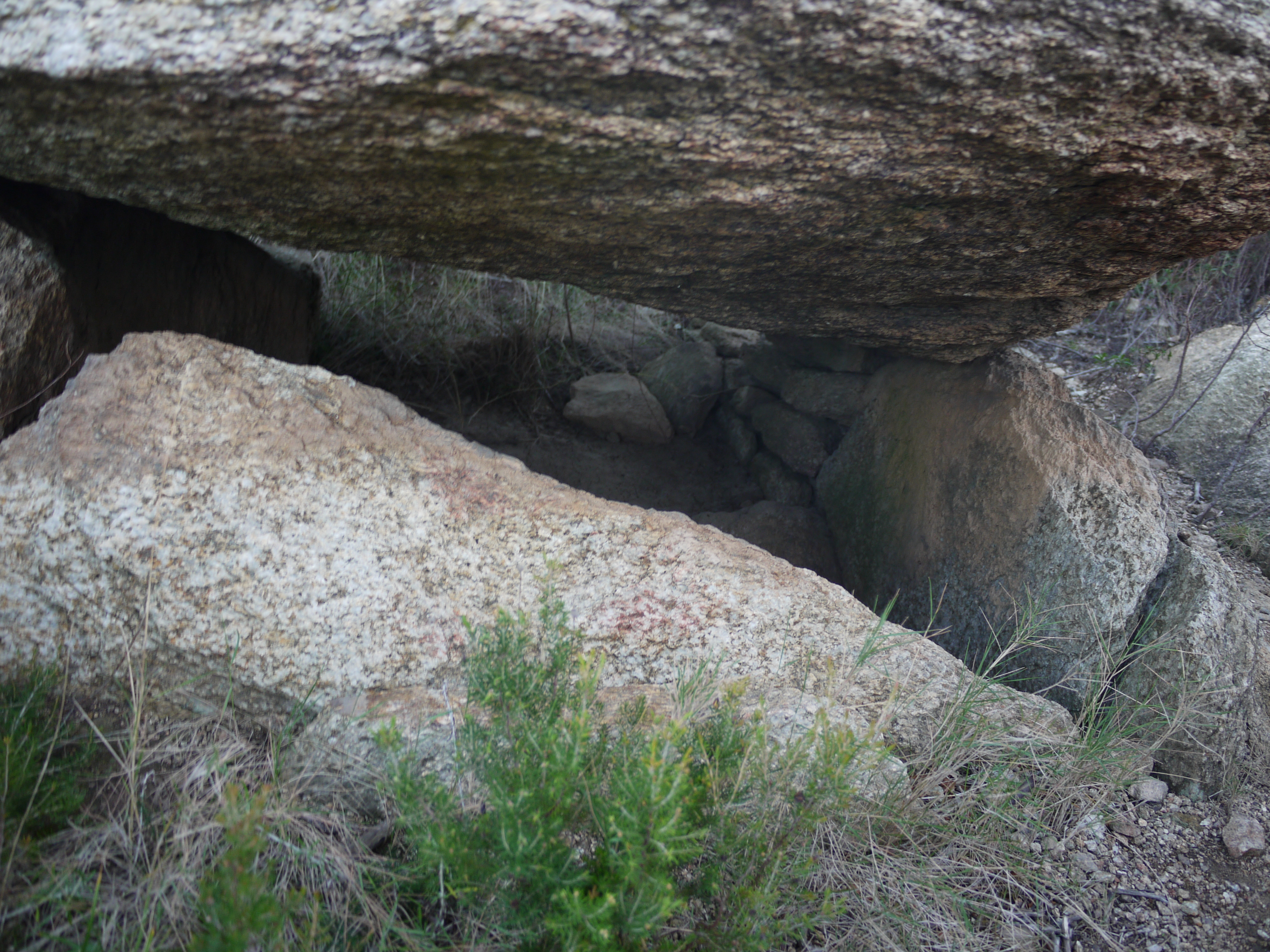
Aperçu de l'ouverture, au fond.
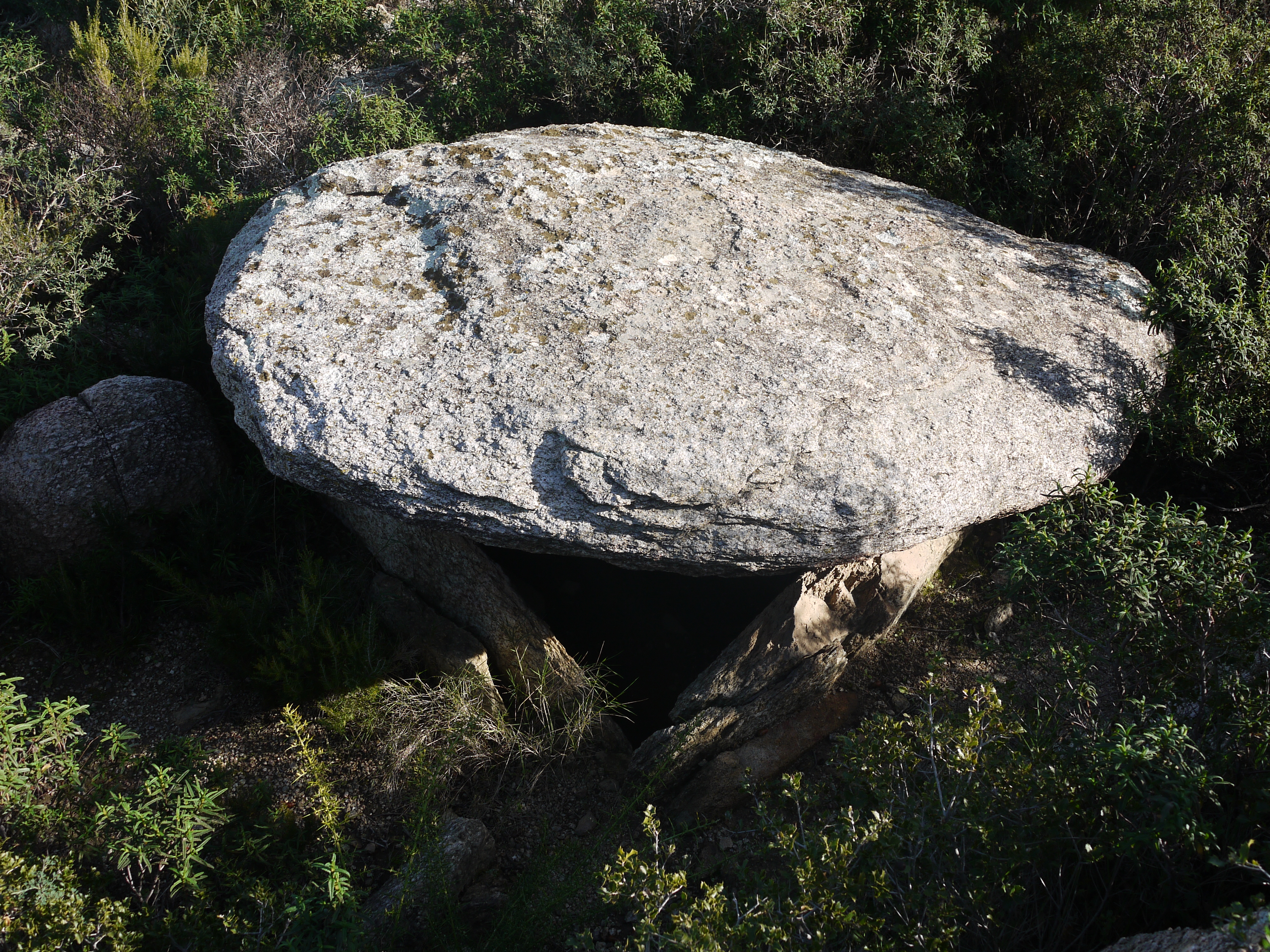
Vue depuis l'ouest.
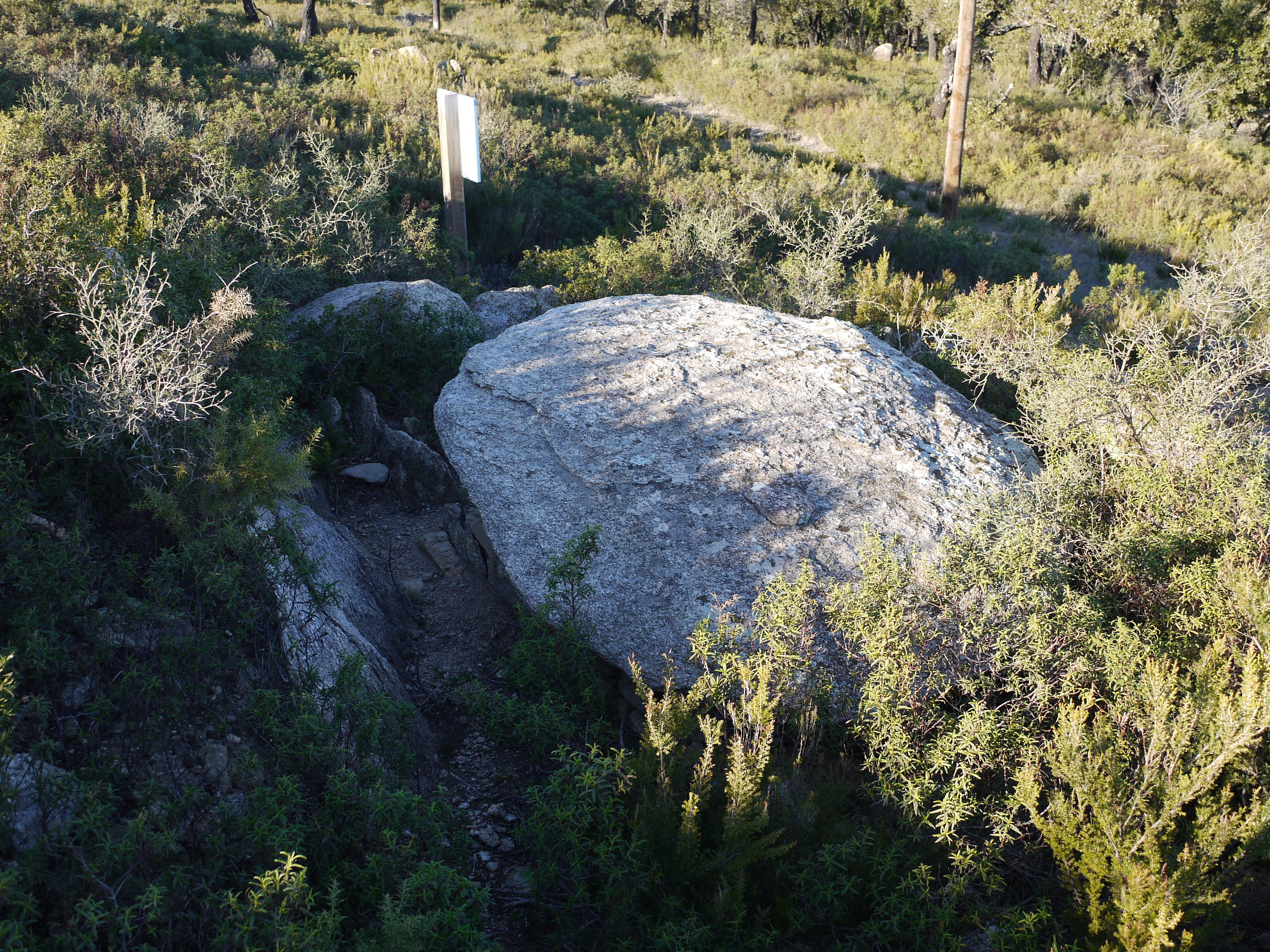
Vue depuis le sud.
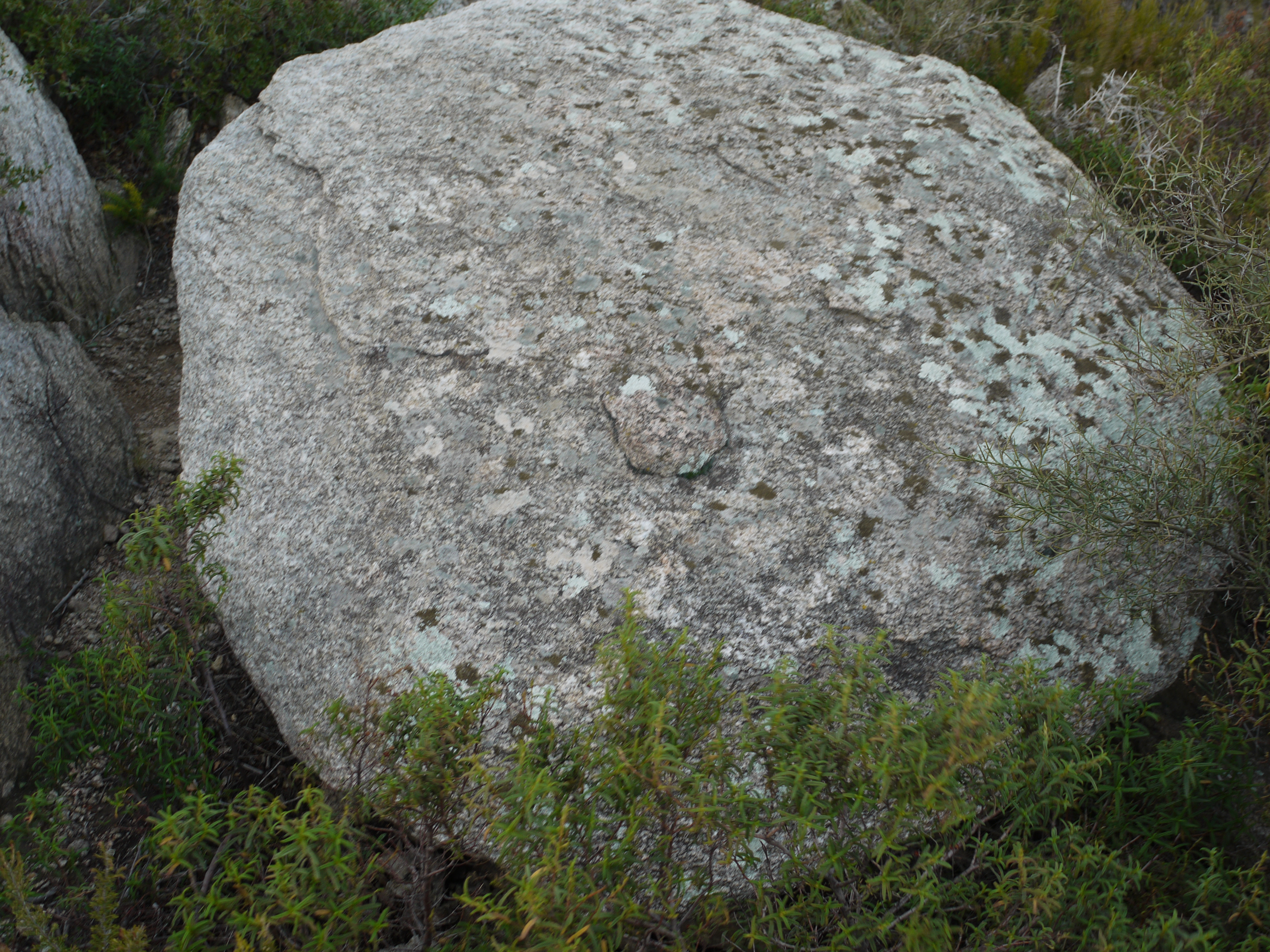
La dalle de couverture.